# 泛化种与特化种
泛化种（英語：generalist species）是能够在各种环境条件下正常成长，且能够利用各种不同资源的物种（例如食物种类多样化的異營生物）。特化种（英語：specialist species）是只能在有限的环境条件下正常成长或营养摄取来源单一的物种。但是，大多数生物都不完全属于其中一组。有些物种是高度特化的（最极端的情况是单食性，即只摄取一种特定类型的食物），有些则不那么特化，有些可以忍受许多不同的环境。换言之，高度特化到高度泛化的物种之间是连续变化的区间。

## 描述

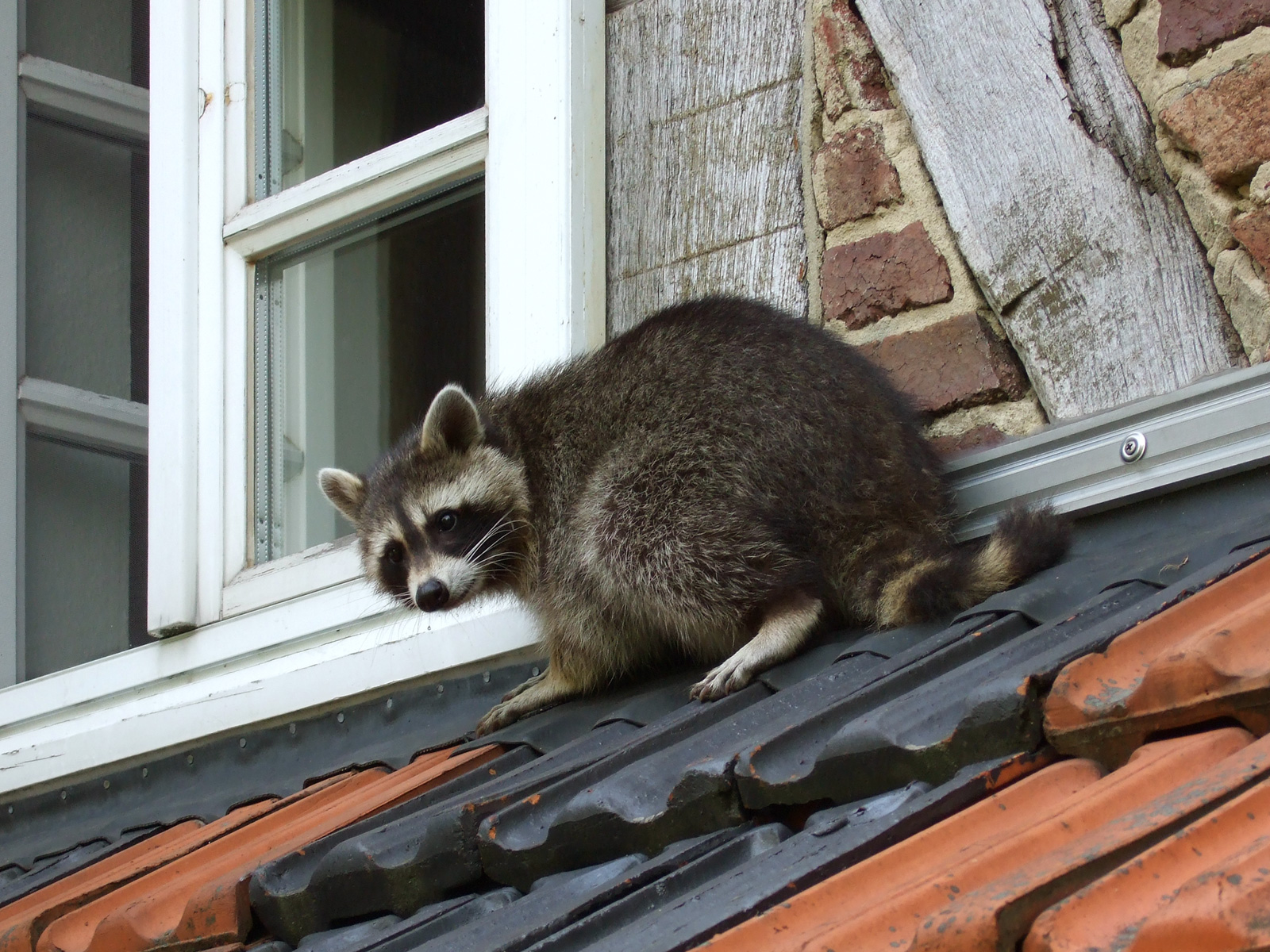
浣熊等泛化种有时能适应城市环境。

雜食性動物通常是泛化种，而植食性动物通常是特化种，但其中吃多种不同植物者可能被认为是泛化种。单食性的考拉就是一种著名的特化种，牠們几乎完全以桉树叶为生。浣熊是泛化种，其自然分布范围包括北美和中美洲的大部分地区，而且是杂食性的，吃莓果、蝴蝶等昆虫、鸡蛋和各种小动物。
泛化种和特化种之间的区别不仅限于动物。例如，一些植物需要严格的温度、土壤条件和降水才能生存，而另一些植物则可以耐受更广泛的条件。仙人掌可以说是一个特化种。其在高纬度维度无法过冬，水分过多也会死亡。
当体重一定时，食虫动物和食果动物等特化种的活动范围比食物来源较少的一些食叶动物等动物特化种的活动范围更大，这是因为他们需要更大的觅食区域。Tim Clutton-Brock的研提供了一个案例，他发现黑白疣猴（一种食叶动物）只需要15公顷的栖息地，而更特化的红疣猴需要70公顷的栖息地來寻找枝椏、花和果实。
当环境条件发生变化时，泛化种往往能够适应，而特化种更容易成为灭绝的牺牲品。例如，如果一种鱼类灭绝，寄生其中的任何特化种寄生虫也将面临灭绝。另一方面，生态位高度特化的物种更高效地与其他生物竞争。例如，一条鱼和它的寄生虫处于进化军备竞赛中，这是共同演化的一种形式，其中鱼不断发展对寄生虫的防御，而寄生虫反过来进化出适应特定防御能力它的宿主。如果条件保持相对稳定，这往往会推动更特化的物种的形成。这涉及随着新物种的形成和生物多樣性的增加而进行的生態棲位分化。
特化种的一个好处是具有更明确的生态位，因而减少了来自其他物种的竞争。而泛化种天生不能从某一个生态位中获得尽可能多的资源，而是要从许多地方寻找资源。因为与之竞争的其他物种也可能是泛化种，物种之间的竞争更加激烈，从而减少了生态系统中所有泛化种的资源量。与泛化种相比，特化种食草动物在形体上可能存在差异，使之能够更有效地捕食某种猎物，或者食用泛化种不太耐受的植物。

## 概括
| 泛化种 | 特化种                                                                                                   |
| --- | --- |
| 营养来源广泛，棲息地面积相对较大。                                                                                       | 需要非常特定类型的食物，或者只能吃少数一些东西，并且对栖息地通常有苛刻的要求。                           |
| 浣熊是雜食性動物泛化种的一例，牠們的食物种类繁多，而且生活的面积很大。                                                   | 特化种一般不是雜食性動物，牠們只吃一种或少数几种特定的东西。                                             |
| 郊狼是食肉动物泛化种的一例，牠們几乎吃任何能夠在樹林裏捕食到或找到的骨头上带肉的东西。因此，牠們可以生活在很廣大的区域。 | 捕蠅草是食肉植物特化种的一例，它们無法移动来寻找食物，只能吃掉落入其陷阱中的昆虫、小青蛙和蜥蜴。         |
| 白尾鹿是草食动物泛化种的一例。牠們是北美分佈最廣的大型哺乳动物，并且能够吃种类繁多的植物和树木。                         | 熊猫是草食动物特化种的一例，牠們有特定的栖息地，營養基本來源於竹子（儘管有時也攝食其他植物或一些動物）。 |
| 泛化种通常不太挑食，可以吃各种各样的东西，而且居住範圍廣大。                                                             | 特化种通常不攝食太多不同種類的食物，也不会居住在很大的区域。                                             |